# Боссіес-Ґіф (ПАР)
Боссіес-Ґіф (англ. Bossies Gif) — населений пункт в районі Еден, Західна Капська провінція, ПАР.
| Прапор ПАР | Це незавершена стаття про Південно-Африканську Республіку. Ви можете допомогти проєкту, виправивши або дописавши її. |